# Schränkung (Säge)

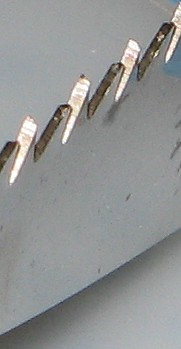
Geschränktes Sägeblatt

Schränkung ist bei Sägeblättern die Ausbiegung der Zähne wechselweise nach rechts und links.

## Funktion

Freischnitt beim Sägen durch geschränkte Zähne

Damit eine Säge nicht im Schnitt festklemmt, sondern sich freischneidet, muss der Sägeschnitt breiter sein als das Blatt. Die Schränkung ist eine von verschiedenen Sägetechniken, das zu erreichen. Die Zähne werden auf einem Drittel bis zur Hälfte ihrer Höhe abwechselnd nach links und rechts gebogen (gegeneinander verschränkt). Der Überstand muss auf beiden Seiten gleich sein, sonst trägt die Säge ungleich ab und verläuft.
Höhe und Breite der Schränkung richten sich nach dem Einsatzzweck der Säge. So werden Feinsäge und Absetzsäge für einen sauberen und feinen Schnitt und gute Führung nur gering geschränkt, Trennsäge und Trummsäge für hohe Schnittleistung dagegen weit.
Es gibt verschiedene Handwerkzeuge, um neue Sägeblätter das erste Mal zu schränken, einzelne verbogene Zähne oder die ganze Säge nachzuschränken. Das Schränken hat vor dem Schärfen zu erfolgen. Sägen mit gehärteten Sägeblättern oder Zähnen können nicht nachgeschränkt werden, da dann die Zähne abbrechen. In der industriellen Fertigung werden Sägeblätter mit Maschinen geschränkt.

## Schränkwerkzeuge

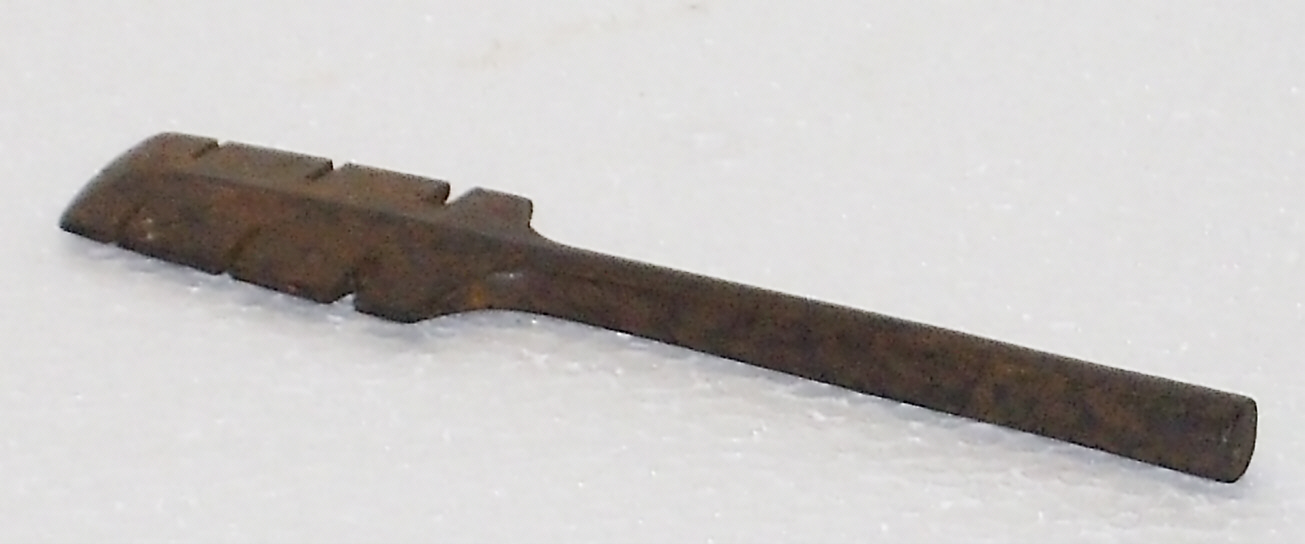
Schränkeisen

### Schränkeisen
Schränkeisen bestehen aus einer Stahlplatte mit Griff. Die Platte hat für verschiedene Zahngrößen unterschiedlich große Einschnitte, mit denen die Zähne gefasst und gebogen werden. Da das gleichmäßige Schränken mit dem Schränkeisen einige Erfahrung erfordert, existieren Ausführungen mit Anschlägen, bei denen die Schränkweite eingestellt werden kann.

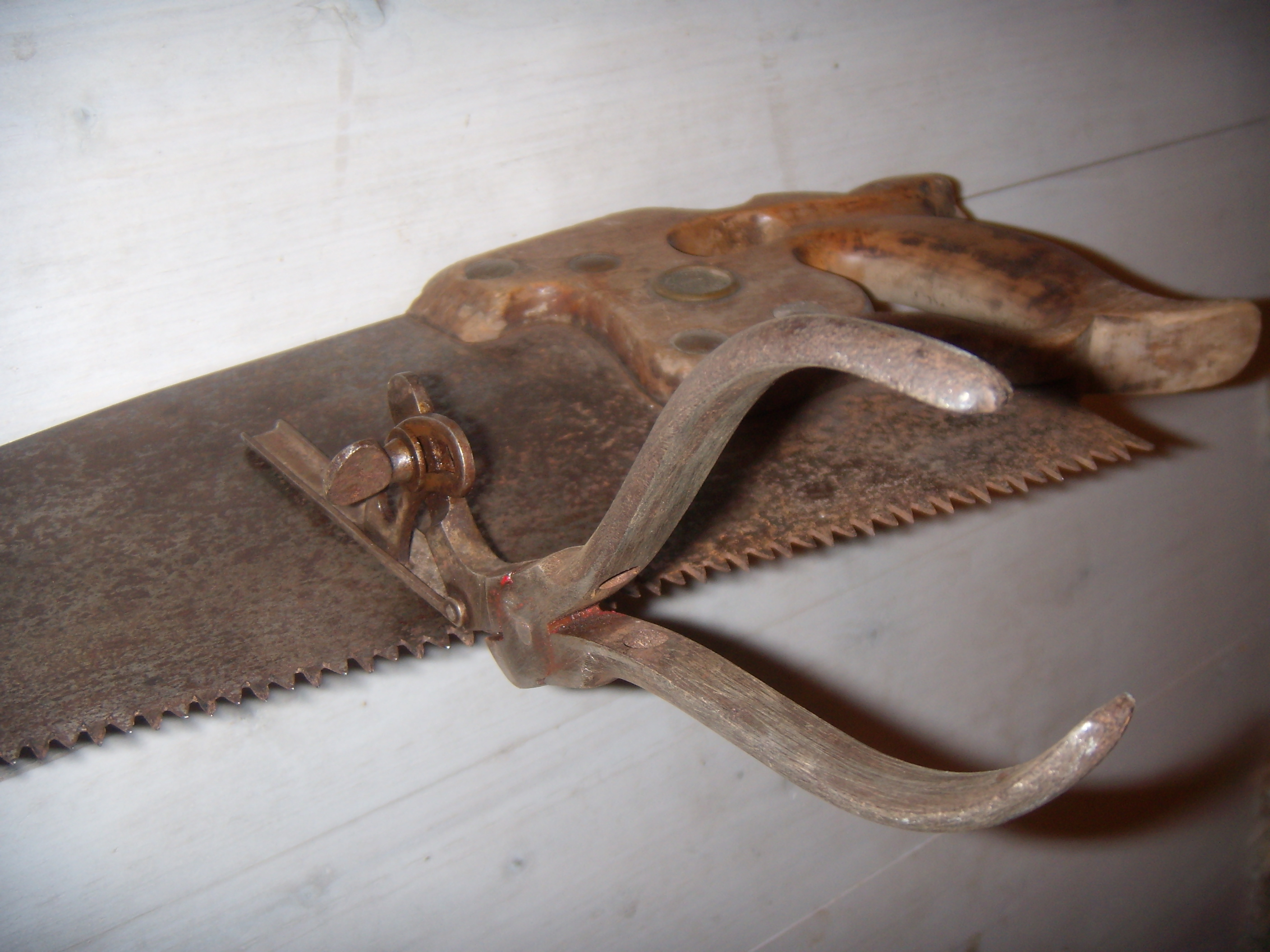
Schränken mit einer Schränkzange

### Schränkzange
Bei Schränkzangen sind Eingriffstiefe und Ausbiegung über Anschläge und Einstellschrauben fixierbar. Mit ihnen wird das Sägeblatt am Zahn gegriffen und dieser beim Schließen der Zange ausgebogen.